# Damon Reece
Damon Reece (nacido el 16 de febrero de 1967) es un baterista británico conocido por haber tocado con bandas como Spiritualized, Echo & the Bunnymen y Lupine Howl.

## Biografía
Reece se crio en Croydon y se mudó a Liverpool a los dieciocho años para tocar en varias bandas locales. Después de la muerte de Pete de Freitas, Echo & the Bunnymen contrató a Reece para tocar en el disco Reverberation de 1990. Esta alineación de la banda no fue exitosa y poco después se separaron. Después de esto, Reece se unió a Spiritualized, pero debido a una disputa interna con Jason Pierce después de la publicación de Ladies and Gentlemen We Are Floating in Space (1997) se marchó y formó la banda Lupine Howl. Reece también ha trabajado con bandas como Massive Attack y Goldfrapp.